# Bitka pri Guadaleti
Bitka pri Guadaleti je bila prva velika bitka med omajadskim osvajanjem Hispanije. Dogajala se je leta 711 na neznani lokaciji v sedanji južni Španiji. Nasprotnika sta bila krščanski vizigotski kralj Roderik in Tarik ibn Zijad, poveljnik osvajalske vojske islamskega Omajadskega  kalifata, sestavljene večinoma iz Berberov in nekaj Arabcev.
Bitka je bila kulminacija niza berberskih napadov in začetek omajadskega osvajanja Hispanije. Kralj Roderik je bil v bitki ubit skupaj s številnimi vizigotskimi plemiči. Poraz Vizigotov je Omajadom odprl pot do osvojitve vizigotske prestolnice Toledo.

## Vira
- Roger Collins (1989). The Arab Conquest of Spain, 710–797. London: Blackwell Publishing. str. 26–27.
- David Levering Lewis (2008). God's Crucible: Islam and the Making of Europe, 570–1215. W.W. Norton & Co. str. 123–124.